# Bodag (Kare)
Bodag is een bestuurslaag in het regentschap Madiun van de provincie Oost-Java, Indonesië. Bodag telt 2548 inwoners (volkstelling 2010).